# Enfrentamiento naval en Abjasia de 2008
La Acción en las costas de Abjasia fue un enfrentamiento naval entre la Flota del Mar Negro de la Armada de Rusia y cuatro unidades de la Armada de Georgia ocurrida el 9 de agosto de 2008. Al comienzo de la Guerra en Osetia del Sur de 2008, la escuadra rusa partió de sus bases en Crimea para ocupar posiciones cerca de la costa norte de Georgia, en la frontera entre ésta y la autoproclamada República de Abjasia. El destacamento naval ruso informó haber hundido una de las naves georgianas, mientras que las tres restantes fueron forzadas a retornar a su base, en el puerto de Poti.

## Bloqueo ruso
La Armada rusa estaba de patrulla en la costa de Georgia «para prevenir el desembarco de armas». De acuerdo con fuentes rusas, «a la tripulación le fue asignada la tarea de no permitir que armas o pertrechos alcancen Georgia por mar».

## Orden de batalla
La fuerza naval rusa estaba compuesta de las siguientes unidades:
- Crucero de clase Slava RFS Moskvá
- Destructor clase Kashin Smetlivy (en ruso: Сметливый)
- Navíos de desembarco tipo Ropucha-I,  Sarátov, Tsézar Kunikov y Yamal (Ropucha-II).
- Corbetas antisubmarinas clase Grisha-III Kasímov, Povórino y Súzdal.
- Corbeta clase Nanuchka-III Mirazh.
- Barco misilístico autosustentado (probablemente aerodeslizador tipo Bora)
- Barco de apoyo clase Moma Ekvator.
- Barreminas clase Natya Zhúkov y Turbinist.
- Barco pequeño de desembarco Koida
- Tub MB-31 de clase Sorum.[5]

La pequeña fuerza naval georgiana estaba compuesta de las siguientes unidades:
- Dioscuríade (en georgiano: დიოსკურია), lancha rápida de ataque clase Tiger francesa. Ex-HS Kalypso/Ypoploiarchos Batsis de la Armada griega, comprada en 2004.
- Tiflis (en georgiano: თბილისი, barco lanzamisiles clase Matka soviética. Comprado en 1999 a la Armada de Ucrania.
- Giorgi Toreli, patrullero clase Stenka soviética.
- Tskaltubo (en georgiano: წყალტუბო), patrullero clase AB-25 turco.

## La batalla
De acuerdo con funcionarios rusos de la flota del mar Negro, dos barcos lanzamisiles (referidos al Tiflis y al Georgi Toreli, que no era un barco lanzamisiles; sino una patrullera) y otros dos navíos de la armada georgiana entraron en la «zona de seguridad» impuesta por la Armada de Rusia en la costa de la región separatista de Abjasia en Georgia. El ministro de Defensa ruso informó que después de dos salidas realizadas por los georgianos contra la flota rusa, las unidades rusas respondieron con fuego de artillería, hundiendo uno de los navíos atacantes, la patrullera Giorgi Toreli, del Proyecto 205P «Tarantul» de patrulleras soviéticas, y obligando a los restantes tres unidades a refugiarse en el puerto de Poti.
Las fuentes georgianas no dieron ninguna información sobre el incidente, pero funcionarios abjasios lo confirmaron. Tras el enfrentamiento, la Flota rusa del Mar Negro bombardearía el puerto de Poti.